# Bandera de Chad
La bandera nacional de la República de Chad es una bandera tricolor formada por tres franjas verticales, siendo azul la más cercana al asta, amarilla la central y roja la más alejada del asta. A pesar de la semejanza entre esta bandera y la rumana, la andorrana y la moldava, no tiene ningún tipo de relación con estas. Los colores de la bandera de Chad surgen de la combinación de los colores de la bandera de Francia (antigua metrópoli) y los tradicionales colores del panafricanismo.
La franja azul representa el cielo, la esperanza, la agricultura y las aguas en el sur del Chad; la franja amarilla simboliza el sol y el desierto en el norte del Chad, y la franja roja simboliza el progreso, la unidad y sacrificio.

## Banderas Históricas

Bandera de África Ecuatorial Francesa (1900-1958)
Bandera de África Ecuatorial Francesa (1958-1959)